# Wuling Xingchi
Wuling Xingchi – samochód osobowy typu crossover klasy subkompaktowej produkowany pod chińską marką Wuling od 2022 roku.

## Historia i opis modelu

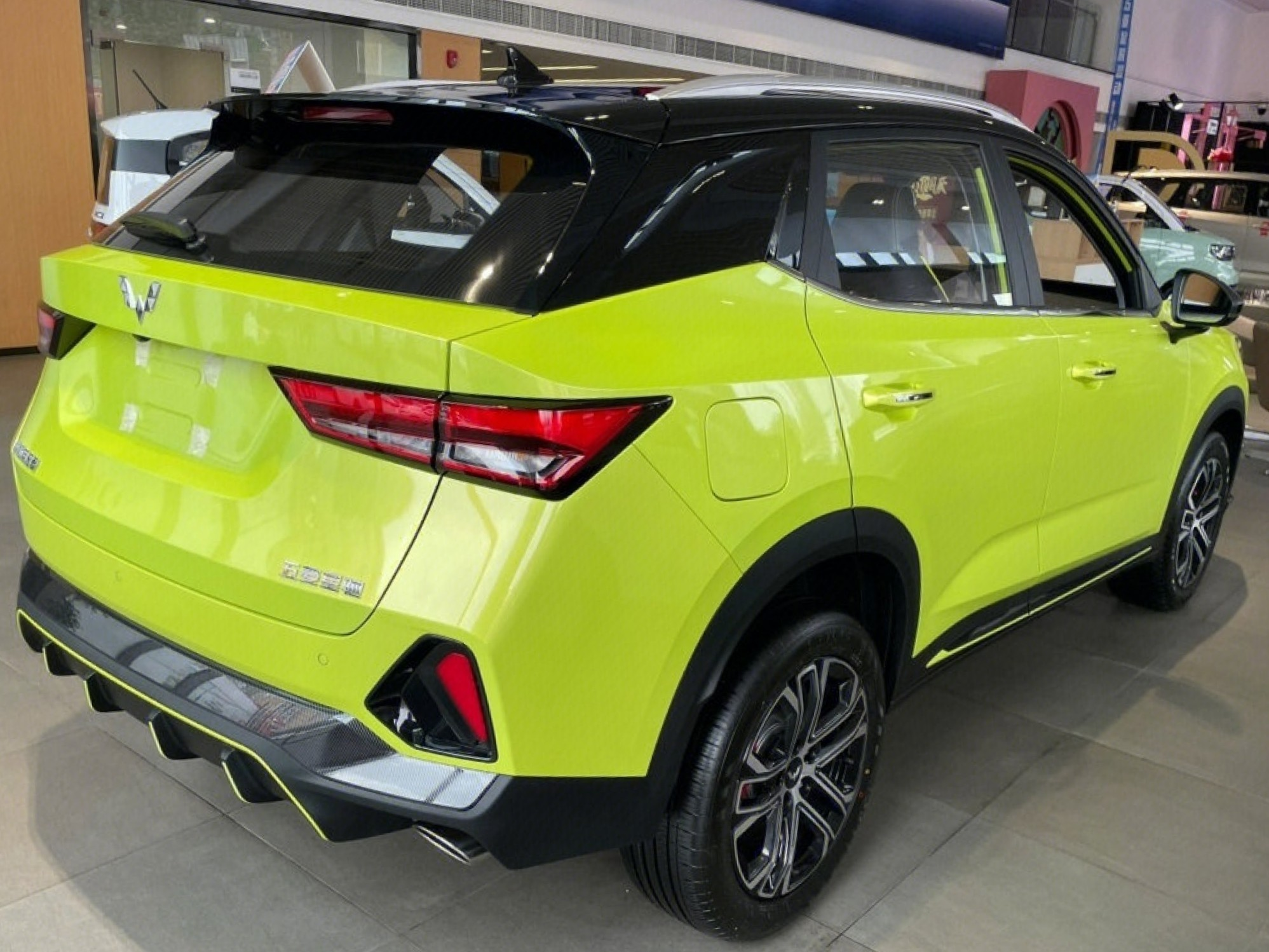
Wuling Xingchi - tył

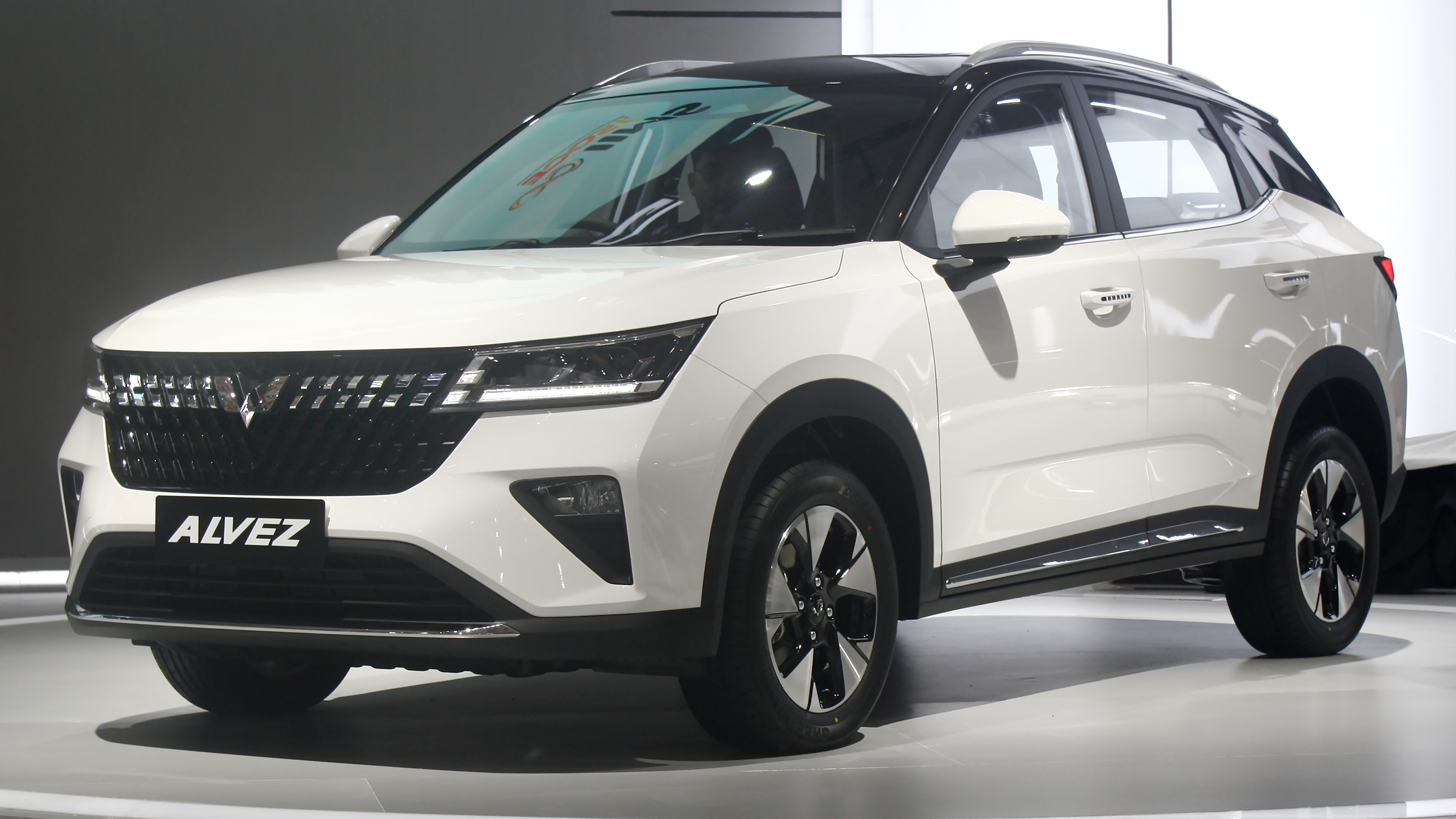
indonezyjski Wuling Alvez

W sierpniu 2022 Wuling przedstawił kolejny model ze swojej nowej linii zapoczątkowanej w 2020 roku przez minivana Victory, tym razem w postaci miejskiego crossovera Xingchi plasującego się w gamie poniżej średniej wielkości, rodzinnego Xingchena. Model Xingchi w obszernym zakresie odtworzył jego stylizację, zyskując charakterystyczne czworokątne reflektory i obszerny wlot powietrza na planie litery "W".
Pod kątem technologicznym Wuling Xingchi jest bliźniakiem oferowanego od 2019 roku podobnych rozmiarów crossovera Baojun RS-3, dzieląc z nim nie tylko płytę podłogową i jednostki napędowe, ale i podobne proporcje nadwozia z opadającą linią dachu i muskularnie ukształtowanymi nadkolami. Jednostkami napędowymi są dwa, czterocylindrowe silniki benzynowe o pojemności 1,5 litra - podstawowy o mocy 98 KM i turbodoładowany o mocy 145 KM.

### Sprzedaż
Choć określany jako globalny, Wuling Xingchi początkowo trafił do sprzedaży wyłącznie na rodzimym rynku chińskim poczynając od końca września 2022, plasując się jako mniejsza i tańsza alternatywa dla modelu Xingchen. W lutym 2023 pod nazwą Wuling Alvez samochód zadebiutował na pierwszym rynku zewnętrznym, mając swoją premierę w Indonezji i trafiając tam do lokalnej produkcji.

### Silnik
- R4 1.5l 98 KM
- R4 1.5l Turbo 145 KM